# Lieber Kurt
Lieber Kurt ist eine Tragikomödie von Til Schweiger, die am 15. September 2022 in die deutschen Kinos kam und eine Adaption von Sarah Kuttners 2019 erschienenem Roman Kurt ist.

## Handlung
Als Kurt mit seiner neuen Freundin Lena ins Brandenburger Land zieht, um in der Nähe seines kleinen Sohnes Kurt sein zu können, für den er sich das Sorgerecht mit dessen Mutter Jana teilt, kommt sein Kind bei einem tragischen Sturz ums Leben.

## Kritiken
Der Film erhielt gleichermaßen Lob und Kritik.
Christoph Petersen von Filmstarts resümiert, dass es Schweigers bester Film seit 15 Jahren sei, und lobt die Schauspielleistungen der Hauptdarsteller.
Das Magazin Cinema sieht darin eine „bewegend gespielte Trauerstudie“, aus der man viel für sich mitnehmen kann.
Laut Kinozeit ist der Film hingegen kein geglückter Beitrag zum Thema, als Literaturbearbeitung misslungen und als Film für sich genommen nicht stimmig genug, um zu überzeugen.
Filmdienst vergab einen halben von fünf Sternen und bemängelte: „Ein sentimentales, gefühlsduseliges Drama, das die Themen Tod, Schuld und Trauer nicht adäquat in Szene zu setzen weiß, sondern sich in Verbalerotik und einer Werbeclip-Ästhetik verliert.“